# Sociedade Esportiva XV de Agosto
A Sociedade Esportiva XV de Agosto é um clube esportivo brasileiro da cidade de Manaus, Amazonas. Atuou por muitos anos no futebol amador do estado e se tornou notório ao conquistar o Campeonato Amazonense de Futebol de 1966 realizado pela Confederação Brasileira de Desportos.

## História
O clube foi fundado em 21 de Abril de 1959 no bairro de Petrópolis, na residência de Sebastião Nicolau da Silva. O nome do clube se deve ao fato do local de sua fundação ficar na rua de mesmo nome. Depois, passou por reorganização e renasceu em  21 de Janeiro de 1962. A partir da reorganização passou a integrar o quadro de clubes da antiga Federação Amazonense de Desportos Atléticos(FADA). Com a saída dos clubes profissionais da FADA para fundar a Federação Amazonense de Futebol, em 1966, o clube fez parte do Campeonato Amazonense de Futebol de 1966 organizado pela Confederação Brasileira de Desportos, enquanto a FAF não se encontrava regular. O clube acabou sendo o campeão deste torneio o que o faz estar na lista história de campeões amazonenses de futebol.. 

## Títulos
- Campeonato Amazonense de Futebol - 1966(CBD)[1].
- Campeonato Amazonense de Futebol Amador - 1ª Categoria - 1974[2].
- Campeonato Amazonense de Futebol Amador - 2ª Categoria - 1968[3].
- Vice-campeão Amazonense de Futsal - 1964